# Mónica Puig
Mónica Puig (* 27. September 1993 in San Juan) ist eine ehemalige puerto-ricanische Tennisspielerin. Ihr größter Erfolg war der Gewinn der Goldmedaille bei den Olympischen Spielen 2016 in Rio de Janeiro.

## Karriere
Puig, die im Alter von sechs Jahren mit dem Tennisspielen begann, bevorzugte für ihr Spiel den Hartplatz. Bereits als Juniorin machte sie auf sich aufmerksam, als sie 2010 jeweils das Viertelfinale der Juniorinnenkonkurrenz bei den French Open und US Open erreichte und den Titel bei den renommierten Porto Alegre Junior Championships gewann und bis auf Platz zwei in der Juniorenweltrangliste vorrückte. Im selben Jahr gewann sie bei den Zentralamerika- und Karibikspielen 2010 in Mayagüez die Goldmedaille im Einzel. 2011 erzielte sie mit dem Einzug ins Finale bei den French Open, wo sie Ons Jabeur in zwei Sätzen unterlag, ihr bestes Ergebnis auf der Juniorentour. Davor konnte sie bereits auf der ITF Women’s World Tennis Tour erste Titel bei Turnieren der $25.000-Kategorie in Surprise und aus der Qualifikation heraus in Chiasso erringen. Insgesamt gewann sie bislang sieben ITF-Einzeltitel.
2012 trat Puig in Melbourne erstmals in der Qualifikation eines Grand-Slam-Turniers bei den Damen an, scheiterte dort aber in der zweiten Runde. Anschließend qualifizierte sie sich in Monterrey zum ersten Mal für die Hauptrunde eines WTA-Turniers, verlor aber in der ersten Runde gegen Lourdes Domínguez Lino. Am Ende des Jahres, das sie überwiegend auf der ITF-Tour verbrachte, errang sie zunächst in Joué-lès-Tours ihren ersten ITF-Titel der $50.000-Kategorie, auf den in der Woche darauf in Poitiers ihr erster Triumph bei einem Turnier der $100.000-Kategorie folgte. Zu Beginn der Saison 2013 gelang ihr gleich im ersten WTA-Turnier des Jahres in Brisbane aus der Qualifikation heraus gegen Olivia Rogowska ihr erster Sieg auf der Damentour; in der zweiten Runde verlor sie gegen Angelique Kerber erst im Tiebreak des dritten Satzes. Nach vier verpassten Anläufen aus der Qualifikation, stand sie bei den French Open erstmals im Hauptfeld und erreichte nach Siegen gegen Nadja Petrowa und Madison Keys auf Anhieb die dritte Runde, in der sie gegen Carla Suárez Navarro verlor. Noch besser lief es für Puig in Wimbledon, wo ihr mit dem Erreichen der vierten Runde ihr bis heute bestes Grand-Slam-Ergebnis glückte. Der Erfolg gegen Sara Errani in der ersten Runde war zugleich ihr erster Sieg gegen eine Top-10-Spielerin. Dank der guten Resultate gelang Puig auch der Einzug in die Top 50, der sie für den Start im Hauptfeld der meisten großen WTA-Turniere berechtigte.
Nach schwächeren Ergebnissen Anfang 2014 gewann sie bei den Internationaux de Strasbourg 2014 als ungesetzte Spielerin ihren ersten und bislang einzigen WTA-Titel. Dabei blieb sie über die gesamte Dauer des Turniers ohne Satzverlust und schlug im Finale die spanische Qualifikantin Sílvia Soler Espinosa mit 6:4 und 6:3. Bei den US Open gelang Puig zudem erstmals der Einzug in die zweite Runde, wo sie knapp an Andrea Petković scheiterte. Bei den Zentralamerika- und Karibikspielen 2014 in Veracruz verteidigte sie ihren Einzeltitel im Finale gegen die an zwei gesetzte Mexikanerin Ana Sofía Sánchez. 2015 stagnierten die Leistungen Puigs, die nur bei den Australian Open die erste Runde eines Grand Slams überstand, weshalb sie mit einer negativen Jahresbilanz die Saison nur knapp in den Top 100 der Weltrangliste abschloss.

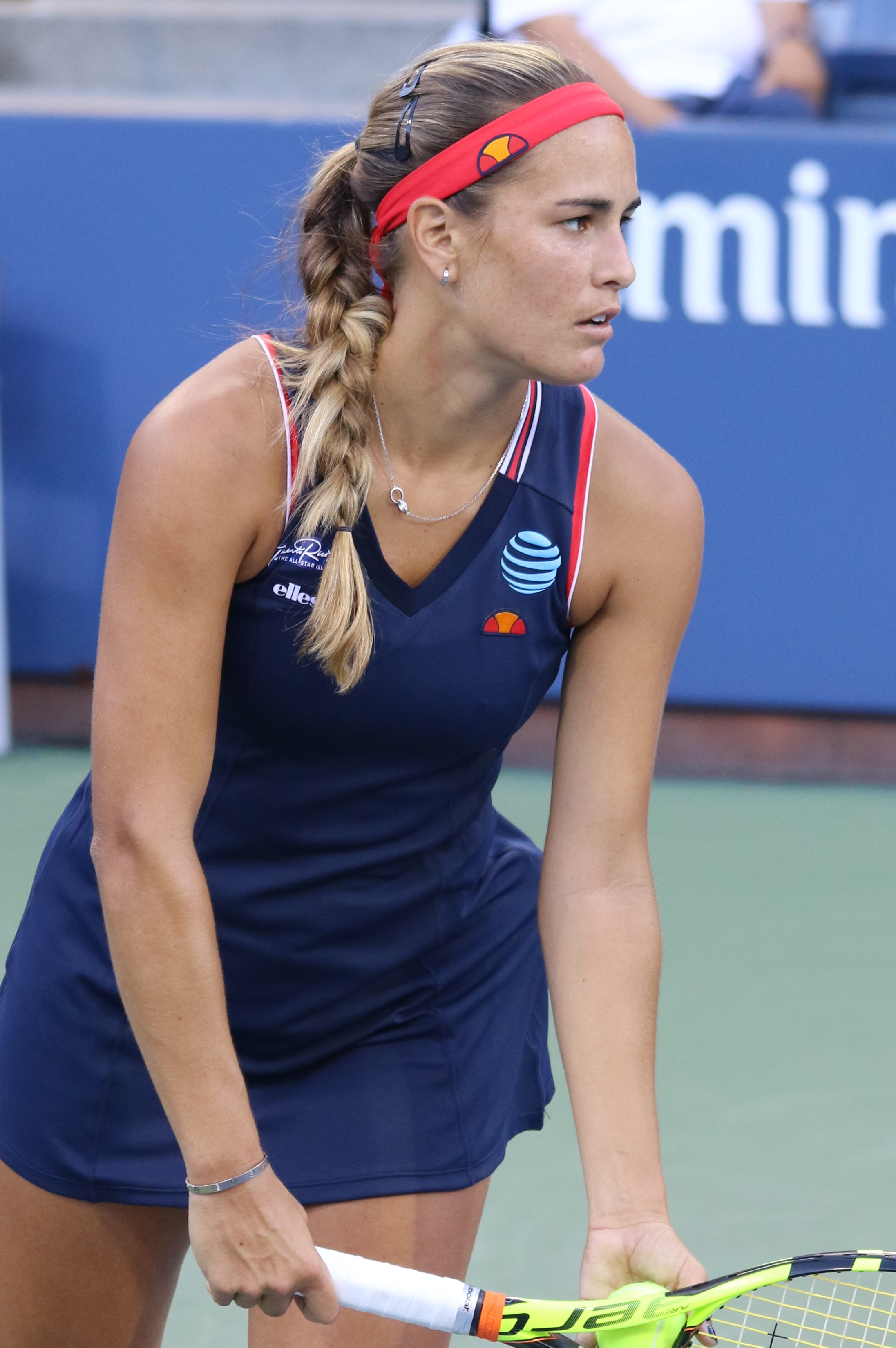
Mónica Puig (2016)

2016 spielte die Puerto-Ricanerin ihre mit Abstand beste Saison. So erreichte sie bereits im Januar als Qualifikantin nach Erfolgen gegen Samantha Stosur und Belinda Bencic das Endspiel des WTA-Turniers in Sydney, wo sie sich lediglich Swetlana Kusnezowa geschlagen geben musste. Bei den Grand-Slam-Turnieren in Paris und London zog sie jeweils in die dritte Runde ein und in Eastbourne, erneut aus der Qualifikation heraus, in die Runde der letzten Vier in der sie der späteren Siegerin Dominika Cibulková unterlag. Ihren Karrierehöhepunkt erlebte Puig jedoch bei den Olympischen Sommerspielen 2016 in Rio de Janeiro, wo sie sich nach Erfolgen über die Weltklassespielerinnen Garbiñe Muguruza und Petra Kvitová im Halbfinale im Endspiel gegen Angelique Kerber mit 6:4, 4:6 und 6:1 durchsetzte und damit olympisches Gold errang. Für Puerto Rico war es die erste Goldmedaille und die erste Medaille für eine Athletin überhaupt. Obwohl für das olympische Tennisturnier zum ersten Mal keine Weltranglistenpunkte verliehen wurden, erreichte Puig im September mit Position 27 ihre höchste Karriereplatzierung.
Im folgenden Jahr gelang es ihr nicht, an die Ergebnisse der olympischen Saison anzuknüpfen. Bei keinem der vier Grand-Slam-Turniere überstand sie die zweite Runde und fiel in der Weltrangliste wieder aus den Top 50 heraus. Ihr bestes Saisonergebnis erzielte sie in Luxemburg beim letzten WTA-Turnier des Jahres, wo sie nach einem weiteren Sieg im Auftaktmatch gegen Kerber in ihr bislang letztes Endspiel auf der WTA Tour vorstieß, in dem sie Carina Witthöft mit 3:6 und 5:7 unterlag.
2018 überraschte Puig in Miami mit einem Sieg über Caroline Wozniacki und dem Erreichen der vierten Runde, in der sie gegen die Qualifikantin Danielle Collins verlor. Ihre Teilnahme bei den French Open musste sie aufgrund einer Hüftverletzung absagen. Nach ihrer Rückkehr auf die Tour in Wimbledon, präsentierte sie sich in wechselhafter Form, wobei ihr mit dem Einzug ins Halbfinale der Connecticut Open 2018 in New Haven, in dem sie gegen Suárez Navarro verletzungsbedingt aufgeben musste, sowie dem Erreichen des Viertelfinale von Wuhan Achtungserfolge gelangen. Ende Juli 2018 gewann sie außerdem nach 2010 und 2014 erneut die Goldmedaille im Einzel bei den Zentralamerika- und Karibikspielen. Im Finale besiegte Mariana Duque Mariño sie mit 6:1 und 6:1. Im Doppel gewann sie an der Seite von Mónica Matías die Bronzemedaille. Auch 2019 ließ die Puerto-Ricanerin nur vereinzelt ihr Talent durchblicken. In Charleston etwa kam sie nach Erfolgen über Sara Errani und Aryna Sabalenka ohne Satzverlust bis ins Halbfinale, war dort aber gegen die spätere Siegerin Madison Keys chancenlos. Bei den French Open erreichte sie zum dritten Mal nach 2013 und 2016 die dritte Runde, in der sie gegen Iga Świątek wiederum in drei Sätzen scheiterte. Trotz anhaltender Formschwäche beendete sie 2019 ihre siebte Saison in Folge unter den Top 100 der Weltrangliste.
Ende 2019 ließ Puig in New York einen Eingriff am rechten Ellenbogen vornehmen, weshalb sie bei den Australian Open 2020 nicht an den Start gehen konnte. Zehn Monate später kehrte sie bei den Western & Southern Open 2020 auf die Tour zurück. 2020 konnte sie nur drei Spiele bei drei Turnieren bestreiten. Danach folgten zwei Schulteroperationen. Ende April 2022 gab Puig in Madrid nach über 1,5 Jahren Turnierpause ihr Comeback.
Seit 2008 kam Mónica Puig darüber hinaus in 28 Begegnungen für die puerto-ricanische Fed-Cup-Mannschaft zum Einsatz; von ihren insgesamt 44 Partien konnte sie 30 gewinnen (Einzelbilanz: 22:5).
Am 13. Juni 2022 gab Puig ihren Rücktritt vom Tennissport bekannt.

## Turniersiege

### Einzel
| Nr. | Datum            | Turnier         | Kategorie         | Belag             | Finalgegnerin             | Ergebnis      |
| --- | ---------------- | --------------- | ----------------- | ----------------- | ------------------------- | ------------- |
| 1.  | 25. April 2010   | Torrent         | ITF $10.000       | Sand              | Nanuli Pipiya             | 3:6, 6:1, 6:2 |
| 2.  | 20. Februar 2011 | Surprise        | ITF $25.000       | Hartplatz         | Lenka Wienerová           | 6:4, 6:0      |
| 3.  | 1. Mai 2011      | Chiasso         | ITF $25.000       | Sand              | Andrea Sestini Hlaváčková | 7:64, 7:5     |
| 4.  | 28. August 2011  | San Luis Potosí | ITF $10.000       | Hartplatz         | Nika Kuchartschuk         | 6:3, 6:0      |
| 5.  | 14. Oktober 2012 | Joué-lès-Tours  | ITF $50.000       | Hartplatz (Halle) | Maria João Koehler        | 3:6, 6:4, 6:1 |
| 6.  | 28. Oktober 2012 | Poitiers        | ITF $100.000      | Hartplatz (Halle) | Jelena Wesnina            | 7:5, 1:6, 7:5 |
| 7.  | 24. Mai 2014     | Straßburg       | WTA International | Sand              | Silvia Soler Espinosa     | 6:4, 6:3      |
| 8.  | 13. August 2016  | Rio de Janeiro  | Olympische Spiele | Hartplatz         | Angelique Kerber          | 6:4, 4:6, 6:1 |

## Karrierestatistik und Turnierbilanz

### Dameneinzel
| Turnier                   | 2011              | 2012              | 2013              | 2014              | 2015              | 2016             | 2017              | 2018              | 2019              | 2020              | 2021              | 2022              | T / T     | S/N       | Sieg%     |
| ------------------------- | ----------------- | ----------------- | ----------------- | ----------------- | ----------------- | ---------------- | ----------------- | ----------------- | ----------------- | ----------------- | ----------------- | ----------------- | --------- | --------- | --------- |
| Australian Open           | –                 | Q2                | Q1                | 2                 | 2                 | 3                | 2                 | 2                 | 1                 | –                 | –                 | –                 | 0 / 6     | 6:6       | 50 %      |
| French Open               | –                 | –                 | 3                 | 1                 | 1                 | 3                | 2                 | –                 | AF                | 1                 | –                 | –                 | 0 / 7     | 7:7       | 50 %      |
| Wimbledon                 | –                 | Q3                | AF                | 1                 | 1                 | 1                | 1                 | 1                 | 2                 | n. a.             | –                 | –                 | 0 / 7     | 4:7       | 36 %      |
| US Open                   | –                 | Q1                | 1                 | 2                 | 1                 | 1                | 1                 | 2                 | 1                 | 1                 | –                 | –                 | 0 / 8     | 2:8       | 20 %      |
| Dubai                     | –                 | andere Kategorie  | andere Kategorie  | andere Kategorie  | 1                 | a. K.            | AF                | a. K.             | –                 | a. K.             | –                 | a. K.             | 0 / 2     | 2:2       | 50 %      |
| Indian Wells              | Q2                | Q2                | 1                 | 1                 | 2                 | 3                | 2                 | 2                 | 2                 | n. a.             | –                 | –                 | 0 / 7     | 6:7       | 46 %      |
| Miami                     | –                 | –                 | 1                 | 2                 | 1                 | 2                | 1                 | AF                | 1                 | n. a.             | –                 | –                 | 0 / 7     | 5:7       | 42 %      |
| Madrid                    | –                 | –                 | –                 | Q1                | 1                 | 1                | 1                 | 2                 | Q1                | n. a.             | –                 | 1                 | 0 / 5     | 1:5       | 17 %      |
| Rom                       | –                 | –                 | –                 | 2                 | 1                 | 2                | 1                 | Q2                | Q2                | –                 | –                 | –                 | 0 / 4     | 2:4       | 33 %      |
| Kanada                    | –                 | –                 | –                 | 1                 | 2                 | 1                | –                 | 2                 | Q2                | n. a.             | –                 | –                 | 0 / 4     | 1:4       | 20 %      |
| Cincinnati                | –                 | –                 | 1                 | Q2                | Q1                | –                | 1                 | Q1                | 1                 | Q1                | –                 | –                 | 0 / 3     | 0:3       | 0 %       |
| Tokio                     | –                 | –                 | 1                 | n. a. bzw. a. K.  | n. a. bzw. a. K.  | n. a. bzw. a. K. | n. a. bzw. a. K.  | n. a. bzw. a. K.  | n. a. bzw. a. K.  | n. a. bzw. a. K.  | n. a. bzw. a. K.  | n. a. bzw. a. K.  | 0 / 1     | 0:1       | 0 %       |
| Peking                    | –                 | –                 | 1                 | Q2                | 2                 | 1                | Q2                | Q1                | 1                 | nicht ausgetragen | nicht ausgetragen | nicht ausgetragen | 0 / 4     | 1:4       | 20 %      |
| Wuhan                     | nicht ausgetragen | nicht ausgetragen | nicht ausgetragen | Q1                | Q1                | 1                | AF                | VF                | 2                 | nicht ausgetragen | nicht ausgetragen | nicht ausgetragen | 0 / 4     | 6:4       | 60 %      |
| Olympische Spiele         | n. a.             | –                 | nicht ausgetragen | nicht ausgetragen | nicht ausgetragen | S                | nicht ausgetragen | nicht ausgetragen | nicht ausgetragen | nicht ausgetragen | –                 | n. a.             | 1 / 1     | 6:0       | 100 %     |
| Billie Jean King Cup      | –                 | K2                | –                 | K2                | –                 | K2               | K2                | –                 | K1                | –                 | –                 | –                 | 0 / 5     | 19:0      | 100 %     |
| Statistik                 | Statistik         | Statistik         | Statistik         | Statistik         | Statistik         | Statistik        | Statistik         | Statistik         | Statistik         | Statistik         | Statistik         | Statistik         | S/N       | S/N       | Sieg%     |
| Gewonnene Titel           | 3                 | 2                 | 0                 | 1                 | 0                 | 1                | 0                 | 0                 | 0                 | 0                 | 0                 | 0                 | Gesamt: 7 | Gesamt: 7 | Gesamt: 7 |
| Gesamt-Siege/-Niederlagen | 35:14             | 53:24             | 39:25             | 25:22             | 20:27             | 56:25            | 28:23             | 27:19             | 23:24             | 0:3               | 0:0               | 0:2               | 306:208   | 306:208   | 60 %      |
| Jahresendposition         | 228               | 127               | 55                | 60                | 92                | 32               | 58                | 53                | 80                | 105               | –                 | –                 | N/A       | N/A       | N/A       |

Zeichenerklärung: S = Turniersieg; F, HF, VF, AF = Einzug ins Finale / Halbfinale / Viertelfinale / Achtelfinale; 1, 2, 3 = Ausscheiden in der 1. / 2. / 3. Hauptrunde; KF (kleines Finale) = unterlegen im Spiel um Platz drei; RR = Round Robin (Gruppenphase); n. a. = nicht ausgetragen; a. K. = andere Kategorie; PO (Playoff) = Auf- und Abstiegsrunde im Billie Jean King Cup; K1, K2, K3 = Teilnahme in der Kontinentalgruppe I, II, III im Billie Jean King Cup.
Anmerkung: Diese Statistik berücksichtigt alle Ergebnisse im Einzel bei ITF- und WTA-Turnieren. Als Quelle dient die ITF-Seite der Spielerin. Dargestellt sind nur WTA-Turniere der Kategorien Premier Mandatory und Premier 5 (2009–2020) bzw. die WTA-Turniere der Kategorie 1000 (seit 2021).

### Damendoppel
| Turnier         | 2013 | 2014 | 2015 | 2016 | 2017 | 2018 | 2019 | Karriere |
| --------------- | ---- | ---- | ---- | ---- | ---- | ---- | ---- | -------- |
| Australian Open | —    | 1    | 1    | —    | 1    | 2    | 1    | 2        |
| French Open     | —    | 1    | 1    | 1    | —    | —    | 2    | 2        |
| Wimbledon       | 1    | 1    | —    | 2    | —    | 1    | 1    | 2        |
| US Open         | 1    | 1    | —    | 1    | —    | —    | 1    | 1        |

### Juniorinneneinzel
| Turnier         | 2010 | 2011 | Karriere |
| --------------- | ---- | ---- | -------- |
| Australian Open | —    | F    | F        |
| French Open     | VF   | F    | F        |
| Wimbledon       | AF   | —    | AF       |
| US Open         | VF   | —    | VF       |

### Juniorinnendoppel
| Turnier         | 2010 | 2011 | Karriere |
| --------------- | ---- | ---- | -------- |
| Australian Open | —    | AF   | AF       |
| French Open     | —    | —    | —        |
| Wimbledon       | HF   | —    | HF       |
| US Open         | 1    | —    | 1        |